# Eckenbach (Schwabach)
Der Eckenbach ist ein linker Zufluss der Schwabach in den bayerischen Landkreisen Nürnberger Land und dann vor allem Erlangen-Höchstadt, der nach etwa 5 km langem Lauf meist nach Norden vor der Brandermühle von Markt Eckental mündet.

## Geographie

### Verlauf
Der Eckenbach entsteht am Nordwestrand des Stadtgebietes von Lauf an der Pegnitz nahe bei dessen Pfarrdorf Beerbach aus dem Zusammenfluss des von Südsüdwesten her kommenden Angerbachs und des von Südosten zufließenden Dorfbachs auf etwa 341 m ü. NHN im Nahbereich einiger kleiner Teiche. Der entstandene Bach fließt durch eine meist waldbestandene Talmulde nordwärts ab, wird gleich von der Staatsstraße 2240 aus Lauf gequert und wechselt nach weniger als einem Kilometer aus dem Landkreis Nürnberger Land über die Kreisgrenze ins Gebiet der Marktgemeinde Eckental im Landkreis Erlangen-Höchstadt.
Nach der bald folgenden Asphaltanlage geht vom Lauf ein langer Mühlkanal nach rechts ab, der erst wieder an der Eckenmühle zurückläuft. Dort treten die beiden Eckentaler Pfarrdörfer Eschenau auf dem linken und Eckenhaid auf dem rechten Geländepodest etwa 20 Höhenmeter über der Sohle des Tales an dessen Kanten heran und einige Wohn- und Gewerbegebäude stehen in der engen Talmulde.
Der Bachlauf löst sich bald wieder von den Orten, unterquert die B 2 und fließt in einigen großen Schlingen mit einer Gehölzgalerie am Lauf weiter durch nun meist offene Landschaft. Nachdem er einige Sportplätze passiert hat, wendet er sich etwas westlich des Dorfes Büg auf zuletzt westlichen Lauf durch ein Waldgebiet in der Flussaue und mündet nach weniger als einem Kilometer Restlauf etwas oberhalb der Eckentaler Brandermühle von links und auf etwa 341 m ü. NHN in die Schwabach.

### Einzugsgebiet
Das Einzugsgebiet umfasst etwa 13,6 km², sein höchster Punkt an der südlichen Wasserscheide erreicht auf dem Ochsenkopf etwas östlich des Laufer Dorfes Tauchersreuth etwa 440 m ü. NHN.

### Zuflüsse
Hierarchische Liste der Zuflüsse und Seen, jeweils vom Ursprung zur Mündung. Auswahl.
- Angerbach, linker Oberlauf von Südsüdwesten
  - Entwässert am Oberlauf die Auenlandweiher
- Dorfbach, rechter Oberlauf von Südosten
  - Brunngraben, von links und Südwesten in Lauf an der Pegnitz-Neunhof
- Langwiesgraben, von rechts und Osten
- (Zufluss entlang der Kreisgrenze), von links und Südwesten
- (Zufluss), von rechts und Osten in Eckenhaid
  - Entwässert eine Anzahl von Weihern innerhalb der Ortskontur, darunter den Soß- und den Schneiderweiher
- (Zufluss), von links und Südsüdosten mündungsnah an der Reitanlage vorbei

## Fauna
Das Wasser des Bachs ist klar, seine Strömung schwach. Im Eckenbach gibt es den Aal, die Äsche, die Bachforelle, den Barsch und die Brasse.

### BayernAtlas („BA“)
Amtliche Online-Gewässerkarte mit passendem Ausschnitt und den hier benutzten Layern: Lauf und Einzugsgebiet des Eckenbachs

Allgemeiner Einstieg ohne Voreinstellungen und Layer: BayernAtlas der Bayerischen Staatsregierung (Hinweise)
1. 1 2  Höhe abgefragt auf dem Hintergrundlayer Amtliche Karte (Rechtsklick).
2. ↑  Länge abgemessen auf dem Hintergrundlayer Amtliche Karte.
3. ↑  Einzugsgebiet abgemessen auf dem Hintergrundlayer Amtliche Karte.
4. ↑  Höhe nach schwarzer Beschriftung auf dem Hintergrundlayer Amtliche Karte.

### Sonstige
1. ↑  Eckenbach bei Eckental – Gewässersteckbrief anglermap. Abgerufen am 5. Januar 2022. Die Webseite nennt eine Länge von 3,9 km, rechnet aber nur die Strecke von der Asphaltanlage kurz nach dem Übertritt des Baches aufs Gebiet von Eckental.
2. ↑  Vorkommende Fische nach: Angeln an der Eckenbach bei Eckental - Monsterfisch. Abgerufen am 5. Januar 2022.